# Order Cyncynata
Order Cyncynata lub Order Cyncynatów (ang. Order of Cincinnatus lub Order of Cincinnati) – amerykańskie odznaczenie, ustanowione w 1783 roku, nadawane członkom Towarzystwa Cyncynatów.
Order ma postać złotego orła, pokrytego białą emalią, noszonego na błękitnej wstążce z białymi brzegami. Na piersi orła znajduje się owalny medalion z postacią Cyncynata, otoczony łac. dewizą: OMNIA RELIQUIT SERVARE REMPUBLICAM (wszystko porzucił, by służyć Republice), zaś na rewersie znajduje się napis: VIRTUTIS PRÆMIUM (nagroda za cnotę) oraz ESTO PERPETUA (trwaj wiecznie).
Jedynym znanym polskim kawalerem orderu był Tadeusz Kościuszko.